# Pogana
Pogana é uma comuna romena localizada no distrito de Vaslui, na região de Moldávia. A comuna possui uma área de 59.58 km² e sua população era de 3296 habitantes segundo o censo de 2007.